# Papyrus 104
- Papyrus
- Onciale
- Minuscules
- Lectionnaire

Le papyrus 104 (dans la numérotation Gregory-Aland), désigné par le sigle {\displaystyle {\mathfrak {P}}}104, est un fragment qui provient d’une feuille de codex en papyrus, qui mesure au maximum 6,35 × 9,5 cm. Il est conservé dans la Chambre de papyrologie à la bibliothèque Sackler (en), à Oxford, au Royaume-Uni. Le recto contient des lignes de l’Évangile selon Matthieu 21:34-37, en grec. Le verso contient des traces potentielles des versets 43 et 45.

## Description
Ce papyrus est l’un des plus anciens textes connus de l’Évangile selon Matthieu. Il consiste en six versets de cet évangile, dans un état fragmentaire, et est daté de la fin du IIe siècle,.
Le texte du manuscrit est en accord avec le NA27/UBS4 (Nouveau Testament en grec), excepté qu’il n’inclut pas Matthieu 21:44. Ce verset est omis dans les manuscrits : Codex Bezae, Minuscule 33, quelques manuscrits de la Vieille Latine, Syriac Sinaiticus (syrs), Diatessaron, Sinaiticus, Vaticanus, Ephraemi, Regius, Washingtonianus, et Dublinensis. Ce verset appartient à ce qui est appelé les Western non-interpolations, faisant de {\displaystyle {\mathfrak {P}}}104 le plus ancien témoin de la nature fallacieuse de cette interpolation.

## Texte grec
Le papyrus est écrit sur les deux côtés, et la portion qui a survécu inclut aussi une partie des marges supérieures et des bords de la page. Étant donné que le texte du verso est presque illisible, seul le texte du recto est donné ci-dessous. Les caractères en gras sont ceux que l’on peut trouver sur le papyrus {\displaystyle {\mathfrak {P}}}104.
Évangile selon Matthieu 21:34-37 (recto)

« AΠE-

ΣTEIΛEN TOYΣ ΔOYΛOYΣ AYTOY ΠPOΣ

TOYΣ ΓEΩPΓOYΣ ΛABEIN TOYΣ KAP-

ΠOYΣ AYTOY KAI ΛABONTEΣ OI ΓEΩP-

ΓOI TOYΣ ΔOYΛOYΣ AYTOY ON MEN

EΔEIPAN ON ΔE AΠEKTEINAN ON

ΔE EΛIΘOBOΛHΣAN ΠAΛIN AΠE-

ΣTEIΛEN AΛΛOYΣ ΔOYΛOYΣ ΠΛEIO-

NAΣ TΩN ΠPΩTΩN KAI EΠOIHΣAN

AYTOIΣ ΩΣAYTΩΣ YΣTEPON ΔE AΠE-

ΣTEIΛEN »

« ape-

steilen tous doulous autou pros

tous geōrgous labein tous kar-

pous autou kai labontes oi geōr-

goi tous doulous autou on men

edeiran on de apekteinan on

de elithobolēsan palin ape-

steilen allous doulous pleio-

nas tōn prōtōn kai epoiēsan

autois ōsautōs usteron de ape-

steilen »

« ...il a envoyé ses servants vers

les viticulteurs pour collecter les grappes

qui étaient siennes. Et les viticulteurs ont pris

ses servants ; en fait,

ils en ont battu un et ont tué un autre,

et un autre ils l’ont lapidé. Encore une fois, il a envoyé

d’autres servants, plus que

la première fois : et ils ont fait

pareil à eux. Mais finalement il a envoyé... »

Un total de cent-dix lettres lisibles sont visibles sur le recto du fragment, représentant dix-huit des vingt-quatre lettres de l’alphabet grec ; seuls zeta, theta, xi, phi, chi, et psi sont manquants. « Le scribe a utilisé des esprits rudes, mais il n’existe aucune autre caractéristique lecticale ou ponctuation ». L’écriture est ancienne, c’est-à-dire avant 250. Le texte est écrit avec beaucoup de précision, avec une utilisation extensive d’empattements.